# 劳拉·帕里斯
劳拉·帕里斯（義大利語：Laura Paris，2002年9月7日—），意大利艺术体操运动员，2021年世界艺术体操锦标赛3人圈操+2人棒操金牌得主、团体、集体全能和5人球操银牌得主、2022年世界艺术体操锦标赛团体、5人圈操金牌得主和3人带操+2人球操银牌得主、2023年世界艺术体操锦标赛团体和5人圈操铜牌得主。